# Daddy Yankee
Daddy Yankee, pseudonimo di Ramón Luis Ayala Rodríguez (Río Piedras, 3 febbraio 1976), è un cantante, rapper, produttore cinematografico, conduttore radiofonico e imprenditore portoricano; è considerato uno degli artisti di reggaeton più grandi di tutti i tempi, tanto da essere definito da molti come "El Rey del Reggaeton".
È uno degli artisti di musica latina con oltre 30 milioni di vendite. Nel 2022 è stato inserito nella Billboard Hall of Fame. È stato riconosciuto come una leggenda del genere reggaeton dalla rivista Rolling Stone.
Nel 2023, Billboard lo ha definito uno dei tour più redditizi di tutti i tempi. Nel 2024, l'artista ha venduto il suo catalogo alla Concord Records per 217 milioni di dollari.

## Biografia

### 1976-1989: Nascita e formazione
È cresciuto in una famiglia di musicisti, sia suo padre che la famiglia di sua madre erano percussionisti di salsa, cosa che lo ha influenzato fin dalla tenera età e lo ha portato ad interessarsi alla musica. Cantava nel coro della chiesa della sua comunità e gli piaceva improvvisare durante le attività familiari, una pratica comune nei quartieri dell'epoca. Era uno studente irrequieto ma devoto ed eccelleva nel baseball, giocando per le leghe minori del suo quartiere.
Oltre alla sua passione per lo sport, Ramón era un grande fan di Michael Jackson e di altri artisti come Juan Luis Guerra, Frankie Ruiz, Stryper, Def Leppard, Kiss, Poison, Guns N' Roses e Willie Colon. Nel 1986 ascolta la canzone "Walk This Way" degli Aerosmith con i Run DMC, che lo porta a scoprire l'hip hop e ad iniziare ad approfondire la cultura, così come l'esplosione del raggamuffin e del reggae.
È stato influenzato da artisti giamaicani, che lo hanno ispirato a creare musica reggae in spagnolo. Nel 1988 iniziò a dare importanza alla sua carriera di cantante, che fino ad allora era stata un hobby semiprofessionale. Ad un certo punto fece anche parte del coro di Olga Tañón nei suoi spettacoli sull'isola.

### 1990-1994: Esordi nellamusica underground
Nel 1990 Ramón, seguendo le sue influenze dal reggae e dall'hip-hop, decise di improvvisare nel suo quartiere dopo le partite di baseball. Per fare questo cerca un nome d'arte e arriva a Daddy Yankee, che significa "Il Papà americano" poiché Yankee è usato per riferirsi agli abitanti degli Stati Uniti. Tuttavia, Ramón gli dà il suo significato: "Il Grande Papà", poiché, per i portoricani dell'epoca, le persone provenienti dagli Stati Uniti erano viste in modo diverso.
Scelto un nome d'arte, Yankee si unisce a Dj Piro, con il quale registra la sua prima canzone intitolata "Hasta Abajo". Si sa anche che registrò una prima versione di "Chica Interesada". Si ritiene che queste siano le prime canzoni reggaeton, poiché Daddy Yankee ha mescolato i due stili musicali e ha creato qualcosa di nuovo.
Alla fine del 1991 DJ Playero decise di pubblicare "Playero 34" e diede l'opportunità a diversi giovani in sciopero nella zona di rappare in spagnolo su ritmi raggamuffin. Tra questi giovani, Playero sceglie Daddy Yankee, che chiude la cassetta con la canzone "So' Persígueme". Questa canzone battezza ufficialmente il movimento portoricano come "reggaeton". Dopo il successo di questa cassetta, Yankee e DJ Playero iniziarono a lavorare insieme, non solo come artisti e produttori, ma quest'ultimo si occupò anche di distribuire copie dei mixtape nei quartieri dell'isola.
Nel 1992 uscì "Playero 35", ma non si sa se Daddy Yankee abbia partecipato all'album. In "Playero 36" nasce una delle prime collaborazioni del genere con Apache Montana nel brano "Huye", in cui Daddy Yankee lancia uno scioglilingua che segnerà il suo stile veloce come artista. Inoltre, le canzoni "Soy Peleón" e "Te Come A Cantar" e il più grande successo dell'album, "Muerte Yo Le Doy", catturano l'intera essenza del reggaeton che lo catapulta nella scena underground. Alla fine del 1992 nasce il progetto "Playero 37", in cui DJ Playero registrava solo artisti locali senza alcun mix giamaicano. Qui, Daddy Yankee pubblica otto canzoni più una breve ristampa di "So' Persígueme". I brani più notevoli sono "Me Quedo", lo scioglilingua per eccellenza del movimento, "Yamilett" dedicata ad una fidanzata di quegli anni, "Estan Locos", "Ya Va Sonando", "Sigan Brincando", "Donde Mi No Vengas", "Bomba" insieme all'altro protagonista Master Joe e infine chiudendo l'album con il brano "Forma De Bailar" insieme a Bimbo, membro dei 3-2 Get Funky con il quale crea questo one-take freestyle sotto il ritmo Di "Insane In The Brain" fu pubblicato come singolo nel giugno 1992.
Nel 1993 l'etichetta BM Records ripubblicò l'album Playero 37, che contribuì a rendere popolare la musica underground e tutti i suoi esponenti. Daddy Yankee, uno degli artisti più importanti, ha avuto l'onore di aprire il nuovo album di DJ Playero intitolato Playero 38. Durante la registrazione di questo album, si presume che sia avvenuta una sparatoria in cui Ramón ha subito un attacco a causa di diversi Crazy AK-47, proiettili tra uno scontro tra bande rivali.
Alla fine del 1993, gli Yankee si esibirono all'ultima serata del nightclub The Noise, ma furono cacciati presto dal proprietario, DJ Negro. Questo incidente è stato molto scomodo per l'artista, che stava ancora cercando di riprendersi dall'aggressione. Nel 1994 nasce la loro prima figlia, Yamilette Ayala. Durante quell'anno, Daddy Yankee si concentrò sulla sua guarigione, sulla sua famiglia e iniziò anche a registrare il suo primo album.

### 1995-1998: Inizio della carriera professionale

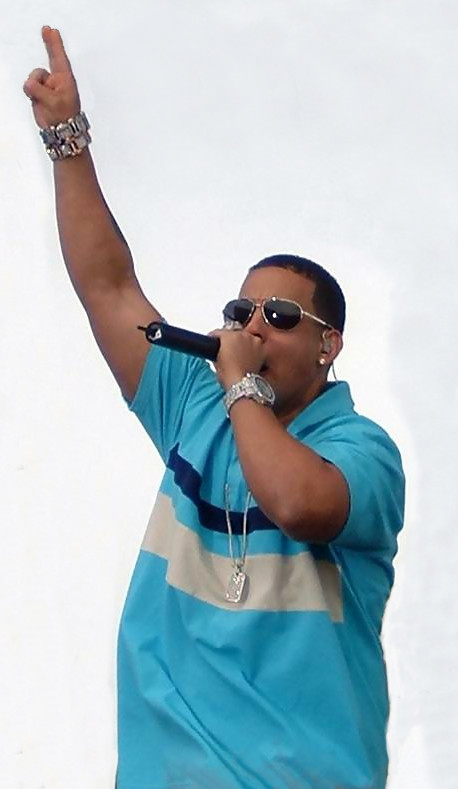
Daddy Yankee nel 2006

Nel 1995 Daddy Yankee e Dj Playero decisero di fare della musica la loro attività principale e iniziarono a lavorare su "No Mercy", il primo album in studio degli Yankee. Per fare questo, hanno chiamato Nico Canada per aiutare con le melodie e la coproduzione di alcune canzoni, Rubén Ortiz per registrare le canzoni, Elías De León e la sua nuova etichetta White Lion Records per produrre e pagare il progetto, il che significava avvio della sua azienda. L'album aggiungeva ritmi originali Reggaeton, Rap, Reggae e Dancehall con lo stile unico di Daddy Yankee, e si vede in combinazione con Ángel López, Yaviah e Gummy Man. Tuttavia, l'album non ebbe un grande impatto perché a quel tempo era di moda pubblicare album di vari artisti, e quell'anno fu segnato anche da pressioni e persecuzioni da parte del governo.
Successivamente è uscito Playero 39, dove Daddy Yankee, come al solito, ha aperto l'album con la hit "Que Bien Te Ves", che è stata la sua hit dell'anno. Inoltre, ha criticato le regole e gli abusi commessi dalla polizia con la sua canzone "Abuso Oficial", inclusa come bonus track nella versione CD dell'album. Nello stesso album, ha fatto il suo debutto in gruppo con suo fratello Nomar Ayala nel gruppo New Crew, chiamato anche Triple X-Men. Ha anche collaborato con il produttore pionieristico e di successo Dj Eric al suo terzo album intitolato Dj Eric 3 Industry con due canzoni.
Quell'anno, Yankee decise di riunire i suoi colleghi, poiché le aziende pagavano i produttori e non loro, il che era offensivo. Per questo motivo fu organizzato uno sciopero da parte di tutti i cantanti del genere, che si sarebbero rifiutati di registrare nelle prossime produzioni se non fosse stato loro concesso quanto dovuto per il loro lavoro. Ciò fece sì che, da quel momento in poi, ogni volta che registravano per un album, ricevessero una certa somma di denaro in base al loro livello di popolarità. Per chiudere l'anno, e dopo il suo ritorno sulla scena musicale, è stata sulla copertina della prima edizione di In Da House Magazine per i suoi successi e il percorso da quando è stata con Dj Playero.
Il 3 febbraio 1996 Yankee ha ricevuto un tributo per la sua carriera e i contributi nel settore in crescita, approfittando del suo 19º compleanno e organizzato da Revol. Si è tenuto uno spettacolo in cui gli è stata consegnata la targa per essere stata la prima copertina di In Da House Magazine, oltre a cantare i suoi successi con i suoi colleghi del Dream Team, Don Chezina, Rey Pirin, Alberto Stylee, tra gli altri. Quell'anno, Daddy Yankee recitò negli album Playero 40: New Era, Sueños de Destrucción, Ilusión e Guatauba, quest'ultimo essendo il primo passo nell'internazionalizzazione del movimento, portando gli artisti a New York per registrare con DJ Tony Touch e KRS -Uno.
Durante quest'anno, Daddy Yankee iniziò a promuovere quello che sarebbe stato il suo secondo album intitolato "Down Of The Getto: Vari Artisti". Questo album avrebbe seguito l'idea di pubblicare un album con diversi artisti, e la promozione è stata effettuata nel programma televisivo "Rap Time", dove Daddy Yankee ha annunciato la partecipazione di artisti come Mexicano, Baby Rasta & Gringo, Don Chezina e Rey Pirin, tra gli altri. Tuttavia, a causa di divergenze con la BM Records, la produzione fu cancellata.
I più grandi successi di Yankee quell'anno furono "Where Are Las Giales" e "Camuflash", prodotti rispettivamente da Dj Nelson e Dj Playero. Quest'anno Yankee ha usato il suo nome ufficiale e il diminutivo Yankee Man, ma nella produzione "Tony Touch & Nico Canada Present Guatauba", ha adottato il soprannome "Lucciano" per il suo ruolo di rapper, che ha iniziato a sviluppare negli anni successivi. Tuttavia l’artista non ne era convinto e nel 1997 adottò il nome Winchesta.
Inoltre, Yankee è stato l'ospite speciale al concerto di Olga Tañon allo stadio Hiram Bithorn di Porto Rico. Il rapporto tra loro era molto stretto, dato che la famiglia dell'artista  era sempre stata amica del cantante.
Per quanto riguarda la loro vita personale, quest'anno è nata la loro seconda figlia, a cui hanno dato il nome Jessaelys.

### 2004-2005: Barrio fino
Nel 2004 arriva Barrio fino accompagnato dal club anthem Gasolina. Il singolo riscuote un successo immenso a livello mondiale, facendolo diventare uno dei più ricercati cantante reggaeton della scena musicale odierna. I rapper N.O.R.E. e Pitbull partecipano al remix del singolo conferendogli un'attitudine aggressiva e selvaggia, conseguentemente il singolo viene remixato da DJ Buddha e Lil'Jon, e viene inserito nell'LP di Lil'Jon & the East Side Boyz anthem del genere crunk, Crunk Juice. Altro singolo di successo è King Daddy, brano trascinante che dipinge al meglio l'immagine essenziale dell'artista. Barrio fino viene accompagnato da un tour promozionale che attraversa gli Stati Uniti, il Portorico, le Honduras, la Colombia e tutti i paesi latini.

### 2006-2008: El cartel: The Big Boss
El cartel: The Big Boss viene pubblicato dalla Interscope il 5 giugno 2007. In un'intervista Yankee dichiara che l'album marca un suo ritorno al genere hip-hop, e quindi che l'album non sarebbe stata solamente "pura" musica reggaeton. Il disco viene prodotto nel 2006 e comprende la partecipazione di will.i.am, Scott Storch, Tainy Tunes, Neli e personale proveniente dalla casa discografica di Ayala. I singoli vengono prodotti assieme a Hector El Father, Fergie, Nicole Scherzinger, Leandro Djioric ed Akon. Il primo brano estratto da The Big Boss è Impacto, canzone pubblicata prima del completamento del disco. L'album viene pubblicizzato attraverso un tour che attraversa prima gli Stati Uniti e poi l'America latina. Daddy Yankee si esibisce così in Messico, prima a Monterrey, davanti a 10.000 persone e poi al San Luis Potosí, dove c'è un tutto esaurito che lascia centinaia di sfortunati fan ad accontentarsi all'esterno dell'edificio. Ayala si esibisce anche in Cile e stabilisce un record di spettatori in Ecuador. Viaggia poi in Bolivia, marcando un nuovo record con 50.000 persone al concerto svoltosi a Santa Cruz de la Sierra.
Nel 2008 dona la sua voce per il gioco Grand Theft Auto IV, Daddy Yankee infatti interpreta il DJ nella stazione radio San Juan Sounds in qui è presente anche la canzone "Impacto".

### 2009: Mundial
L'8 ottobre 2009 esce il singolo Grito mundial, intento a pubblicizzare l'uscita del nono album di Yankee, Mundial. Più di un mese prima era stato pubblicato anche El ritmo no perdona (Prende), ma la canzone non è considerata come primo brano estratto dal nuovo disco. Nel 2010 esce il brano La despedida.

### 2012-13: Prestige e King Daddy
Nel 2012 viene pubblicato l'album Prestige che meglio esprime la volontà del rapper di creare un reggaeton puro e reale. Dall'album viene estratto il singolo Limbo, che probabilmente ha fatto conoscere meglio il portoricano nel mondo.
Nel 2013 esce l'album King Daddy, inoltre partecipa al festival Viña del Mar in Cile dove ha tenuto un concerto di 1 ora e 25 minuti entrando dall'alto con un'imbragatura come Michael Jackson in alcuni dei suoi concerti.

### 2017-19: il successo diDespacitoeCon calma

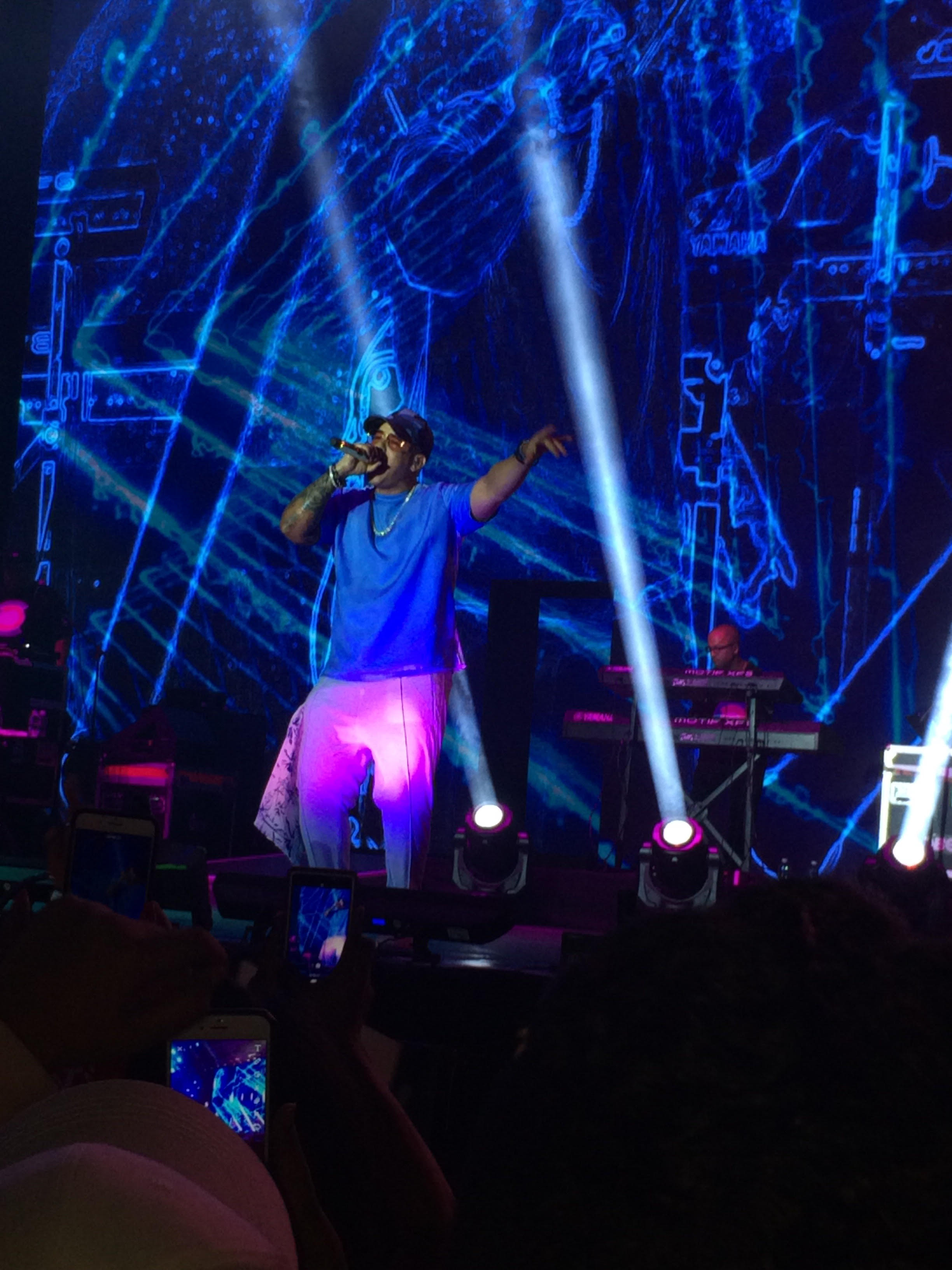
Daddy Yankee nel 2019

Nel 2017 con il singolo Despacito (con Luis Fonsi) torna alle vette delle classifiche mondiali; il video del brano su YouTube ha totalizzato quasi 2 miliardi e mezzo di visualizzazioni in 6 mesi, e di lì a poco ha superato il record mondiale di visualizzazioni su YouTube con più di 7 miliardi.
Nel 2019 esce il singolo Con Calma, reinterpretazione del brano Informer datato 1992 del rapper Snow, che ripropone le strofe originali del singolo nei minuti finali del brano. Anche quest'ultima uscita diventa un successo su YouTube superando in pochi mesi il miliardo di visualizzazioni.
Nel novembre 2019, Daddy Yankee ha inaugurato un museo reggaeton a Puerto Rico, il primo del suo genere.
Il 21 marzo 2022 l'artista, tramite un video pubblicato sui social network, annuncia il proprio ritiro dalla musica che avverrà dopo l'uscita del suo ultimo album. Completato il suo ultimo tour mondiale, nel novembre 2023 presso il Coliseo di Puerto Rico annuncia il suo definitivo abbandono del palco per intraprendere un percorso spirituale cristiano.

## Nome d'arte
Il nome "Daddy Yankee", deriva da un'espressione dello slang portoricano che significa "papà", ha una forte assonanza con "yankee" inteso come "statunitense". Altri suoi soprannomi sono Big Daddy o The Big Boss.
Nel 2006 un articolo di New York Times lo definì "Il Re del Reggaeton" mentre commentava i ricavi musicali del 2004, "un punto luminoso per l'industria musicale è stata la musica latina: le vendite sono cresciute del 12 percento, secondo Nielsen SoundScan. Almeno parte di quel successo è dovuto al reggaeton e per estensione a Daddy Yankee, il suo artista più venduto".

## Gli inizi
Prende confidenza con la musica a 13 anni, realizzando brani insieme a Playero. Giovane di talento, si fa conoscere nell'ambito locale, subito dopo comincia la scalata al successo. L'artista è anche conosciuto come 'King of The Improvisation' o 're del reggaeton'. È considerato "el maximo leader" come anche egli stesso si definisce.
Durante la sua carriera è stato sotto contratto per diverse etichette: dalla Dream Team alla Cartel, dalla El Cartel Records alla Cangris con Nicky Jam, Machet Music, VI Music, Pina Records Interscope Records, Sony Music, EMI e Capitol Records.

## Immagine pubblica

### Moda
Ayala ha negoziato accordi promozionali con diverse aziende esterne all'industria musicale, pubblicando prodotti a suo nome. Nel 2005 è diventato il primo artista latino a firmare un accordo con Reebok, per produrre accessori, inclusa la linea di abbigliamento su licenza "DY", che è stata uscita nel 2006. Ha anche collaborato con l'azienda per realizzare le sue scarpe e articoli sportivi, che sono stati distribuiti per la prima volta il 23 maggio 2006. Reebok ha continuato la partnership con l'introduzione della collezione Travel Trainer nel luglio 2007. Nell'agosto 2007, Pepsi ha avviato una campagna pubblicitaria intitolata "Puertas", in cui Ayala è raffigurato mentre torna alla sua giovinezza aprendo una serie di porte.

### Attivismo
Nel 2007 Ayala è diventato il portavoce dell'organizzazione ambientalista "Yo Limpio a Puerto Rico" ("Io pulisco Portorico") fondata da Ignacio Barsottelli. PepsiCo e Walmart hanno annunciato uno sforzo congiunto per promuovere il riciclaggio tra il pubblico in generale e le scuole di tutta l'isola con la campagna "Tómatelo en Serio, Recicla por Puerto Rico" ("prendila sul serio, ricicla per Portorico"), in cui Ayala è diventato il portavoce principale. Questa campagna ha incorporato un concorso di riciclaggio tra scuole pubbliche e private di tutta l'isola nelle categorie elementare, media e superiore. Il programma ha istituito 16 centri di riciclaggio situati nei negozi Walmart e Sam's Club in tutta l'isola, dove i consumatori potevano depositare articoli riciclabili.
Nel 2017 Yankee ha donato 100.000 dollari al Banco Alimentare di Porto Rico dopo la devastazione causata dall'uragano Maria. Il denaro ha fornito cibo a circa 9.000 famiglie sull'isola.
Ha presentato anche il medaglione HR Derby Champ a Pete Alonso dopo aver vinto l'MLB HR Derby l'8 luglio 2019.

### Opinioni politiche
Nel 2008 Ayala ha partecipato a una campagna per promuovere il voto alle elezioni generali del 2008 a Porto Rico. Questa iniziativa includeva un concerto intitolato "Vota o quédate callado" ("vota o rimani in silenzio").
Il 25 agosto 2008, Ayala appoggiò John McCain del Partito Repubblicano alle Elezioni presidenziali negli Stati Uniti d'America del 2008, affermando che McCain era un "combattente per la comunità ispanica". Come parte di questa campagna, Ayala moderò un dibattito intitolato "Vota o quédate callado: los candidatos responden a los jóvenes" ("vota o rimani in silenzio: i candidati rispondono ai giovani"), che andò in onda il 9 ottobre 2008.
Nel novembre 2019, Ayala ha inaugurato un museo del reggaeton in Plaza Las Américas, il primo del suo genere.

### Filmografia
Ayala ha lavorato nell'industria cinematografica sia come attore che come produttore. Il suo debutto come attore è stato come comparsa nel film del 2004 Vampiros, diretto da Eduardo Ortiz e girato a Porto Rico. Il film è stato presentato in anteprima al Festival del cinema latinoamericano di New York, dove ha ricevuto una reazione positiva. Ciò ha portato la Image Entertainment a produrre un DVD, distribuito a livello internazionale nel marzo 2005. Ayala ha interpretato il ruolo principale, "Edgar Dinero", in Talento de Barrio, che è stato girato a Porto Rico e diretto da José Iván Santiago. Ayala ha prodotto il film, che si basa sulla sua esperienza di crescita in un quartiere povero della città. Sebbene il film non sia direttamente una biografia, Ayala ha affermato che rispecchia la sua prima infanzia. Il debutto di Talento de Barrio era previsto per il 23 luglio 2008, al Latino Film Festival di New York. Dopo la première, Ayala espresse soddisfazione, dicendo che era stato invitato a fare un provino per altri produttori. All'uscita, Talento de Barrio batté il record detenuto da Maldeamores per il maggior numero di biglietti per un film portoricano venduti in un solo giorno nei Caribbean Cinemas.
- 2002: Big Pun: Still Not a Player
- 2004: Vampiros "Director: Eduardo Ortiz"
- 2007: Straight Outta Puerto Rico
- 2008: Talento de barrio
- 2010: Beautiful
- 2010: Pleasant Ave
- 2018: Conocerás la verdad (titolo Italiano: Conoscere la verità), un film autobiografico sulla storia di Héctor El Father (lui stesso).
- Ha preso parte nel 2010 come guest star alla soap opera della rete statunitense CBS The Bold and the Beautiful, trasmessa in Italia da Canale 5 (Mediaset) con il titolo Beautiful.[13][14].

Ayala è stato coinvolto nell'amministrazione di tre organizzazioni, la prima delle quali è El Cartel Records, di cui è comproprietario con Andres Hernandez. Ha anche creato la Fundación Corazón Guerrero, un'organizzazione benefica a Porto Rico che lavora con i giovani incarcerati. Il 26 aprile 2008, gli è stato conferito il "Latino of the Year Award" dall'organizzazione studentesca Presencia Latina dell'Harvard College, ricevendolo per il suo lavoro con i giovani portoricani e per la creazione di Corazón Guerrero. Il 6 febbraio 2008, Ayala ha annunciato in una conferenza stampa del Baloncesto Superior Nacional di aver acquistato parte della proprietà dei Criollos de Caguas. È stato anche attivo con Cruz Roja Puerto Rico in diverse campagne mediatiche.
Nel marzo 2013, Daddy Yankee parlò di una nuova produzione cinematografica durante un'intervista a Las Vegas. Durante un'intervista in una stazione radio nel gennaio 2014, Ayala annunciò il film, ma menzionò solo che molti esponenti del reggaeton ne avrebbero preso parte. Nel febbraio 2014 fu confermato che il film avrebbe riguardato la vita del pugile Macho Camacho. Secondo Ayala, aveva il supporto del pugile per girare il film, ma non venne pubblicato dopo la morte di Camacho il 24 novembre 2012. Il film doveva uscire nel 2015.
Il più recente dei progetti non musicali di Daddy Yankee è stata l'uscita del suo gioco Trylogy, un videogioco 3D basato sui giochi tower defense. Il gioco è stato presentato al New York Comic Con ed è uscito il 29 novembre 2013. Il gioco contiene anche canzoni come "Gasolina" e "Limbo".
Yankee è stato produttore esecutivo di Neon, una serie Netflix su tre amici che si trasferiscono da una piccola città della Florida a Miami con la speranza di sfondare nel mondo del reggaeton. Daddy Yankee ha anche fatto un cameo nello show. La serie è stata presentata per la prima volta nel 2023.

## Vita privata

### Relazioni
Ayala ha mantenuto la maggior parte della sua vita privata, parlandone raramente nelle interviste. Ha detto che evita di farlo perché tali dettagli sono l'unico aspetto della sua vita che non è pubblico e che sono come un "piccolo tesoro". Nel 2006 ha parlato della sua relazione con la moglie, Mireddys González, e i figli in un'intervista con María Celeste Arrarás in Al Rojo Vivo. Ha affermato che il suo matrimonio è forte perché lui e sua moglie sono "amici al di sopra di ogni cosa" e che ha cercato di ignorare altre tentazioni perché "la debolezza è la ragione della caduta di diversi artisti".
Ha incontrato sua moglie quando erano piccoli e a soli diciassette anni hanno deciso di sposarsi. Come risultato dell'unione, è nata la loro prima figlia, Yamilette. Lei è nata subito dopo il matrimonio, cosa che lui ha descritto come inizialmente confusa, aggiungendo che crescere una figlia a quell'età è stata un'esperienza dura. Ha un'altra figlia, Jesaaelys, nata nel 1996, e un figlio, Jeremy, nato nel 1998. 

### Questioni legali
Il 1º dicembre 2024, Ayala ha rivelato sulla sua pagina Instagram che lui e sua moglie stavano divorziando dopo quasi 30 anni di matrimonio. Durante le procedure di divorzio, Ayala ha presentato un'ingiunzione contro Mireddys, sostenendo che aveva prelevato 100 milioni di dollari dai suoi conti aziendali senza autorizzazione.

## Discografia

### Album in studio
- 1995 – No Mercy
- 2002 – El Cangri.com
- 2004 – Barrio fino (album reggaeton dell'anno Billboard Latin Awards 2005)
- 2007 – El cartel: The Big Boss
- 2010 – Mundial
- 2012 – Prestige
- 2013 – King Daddy
- 2019 – Con Calma & Mis Grandes Exitos
- 2020 – El Disco Duro
- 2022 – Legendaddy

### Raccolte
- 1997 – El cartel
- 2001 – El cartel II
- 2003 – Los Homerun-es
- 2006 – Salsaton "Salsa Con Reggaetón" (Salsatón: Salsa con reggaetón)

### Album dal vivo
- 2005 – Ahora le Toca Al Cangri! Live
- 2005 – Barrio fino en directo
- 2020 - 2K20

### Colonne sonore
- 2008 – Talento De Barrio

### Mixtape
- 2006 – Tormenta Tropical Vol.1
- 2013 – El Imperio Nazza: King Daddy Edition

### Singoli
- 1990 – Bailar reggaeton.
- 1990 – Donde mi no vengas.
- 1992 – Yamilete.
- 1993 – El funeral.
- 1995 – Oh My God!.
- 1995 – Prelude Opus Yankee.
- 1995 – La Soledad (Con Angel e Mariam).
- 1995 – Conserva tu figura (Con B.F. Yaviah, Gomy Man).
- 1995 – Chica interesada.
- 1995 – Run Come Follow Me.
- 1995 – No problema.
- 1995 – Te ves bien.
- 1996 – Camuflash.
- 1997 – El cartel en la casa.
- 1997 – El Trío.
- 1997 – Peligro.
- 1998 – Posición, (Con Alberto Stylee).
- 1998 – Mataron a un inocente (Con Hector & Tito).
- 1998 – ¿Por qué? (Con Eddie Dee).
- 1998 – Qué sera nuestro destino (Con Cavalucci).
- 1998 – Abran paso (Con OGM & Oakley).
- 1998 – Todo hombre llorando por ti.
- 1999 – Knockout.
- 1999 – Calibre de Más Poder.
- 1999 – Las calles de mi islas (Con Dmingo).
- 1999 – Mujeres que no bailen.
- 2000 – No hacen na.
- 2001 – Nada mas yo por ti (featuring Nicky Jam)
- 2002 – Latigazo
- 2002 – Son las doce (featuring Nicky Jam)
- 2002 – Guayando (featuring Nicky Jam)
- 2002 – Muevete y perrea
- 2003 – Gata gangster (featuring Don Omar)
- 2003 – Seguroski
- 2003 – Party de gangsters (Babilonia)
- 2004 – Cójela que va sin jockey Flow
- 2004 – Aquí esta tu caldo Blin Blin Vol. 1 (Radio Released)
- 2004 – Gasolina
- 2004 – King Daddy
- 2004 – Lo que pasó, no pasó
- 2004 – Salud y muerte
- 2004 – Like you
- 2004 –  Machete Los Anormales (Radio Released)
- 2005 – Corazones
- 2005 – Tu principe (featuring Zion y Lennox)
- 2005 – No me dejes solo (featuring Wisin & Yandel)
- 2005 – Rompe
- 2005 – Mirame (featuring Deevani) (Mas Flow 2) (Radio Released)
- 2006 – Dale caliente (Live) (Radio Released)
- 2006 – Gangsta Zone (featuring Snoop Dogg)
- 2006 – Machucando
- 2006 – Rompe [Remix] (featuring Lloyd Banks & Young Buck)
- 2006 – Gangsta Zone [Remix] (featuring Héctor El Father, Yomo, Angel Doze, Arcángel & De La Ghetto) [Radio Released] (Don Omar Diss)
- 2006 – El truco
- 2007 – Impacto (featuring #Fergie)
- 2007 – Mensaje de barrio
- 2007 – Él me levanto
- 2007 – La fuga (Talento de barrio SoundTrack)
- 2007 – Cambio
- 2008 – Somos de calle [Remix] (featuring Arcangel, De La Ghetto, Cosculluela, Chyno Nyno, Baby Rasta, Ñejo, Guelo Star, Julio Voltio, Mc Ceja)
- 2008 – Pose
- 2008 – Llamado de emergencia
- 2009 – ¿Qué tengo que hacer? [Remix] (featuring Jowell & Randy)
- 2009 – Mas fama y dinero (Mi testamento)
- 2009 – El ritmo no perdona (Prende)
- 2009 – Echale pique [Remix ufficiale]
- 2009 – Grito mundial
- 2010 – Descontrol
- 2010 – La despedida
- 2011 – Ven conmigo  (featuring Prince Royce)
- 2011 – Lovumba
- 2012 – Pásame la botella
- 2012 – Limbo
- 2013 – La Noche De Los Dos (featuring Natalia Jimenez)
- 2013 – La Nueva y La Ex
- 2013 – La Rompe Carros
- 2014 – Ora Por Mi
- 2014 – Palabras con sentido
- 2014 – Sábado Rebelde (featuring Plan B)
- 2015 – Sígueme y te sigo
- 2015 – Vaiven
- 2015 – No es ilegal
- 2016 – Alerta Roja (featuring El Ejercito)
- 2016 – Shaky Shaky
- 2016 – Otra Cosa (featuring Natti Natasha)
- 2017 – La Rompe Corazones (featuring Ozuna)
- 2017 – Hula Hoop
- 2018 – Dura
- 2018 – Dura (Remix) (con Becky G, Bad Bunny, Natti Natasha)
- 2018 – Hielo
- 2018 – comó (con Kim Viera)
- 2018 – Buena vida (con Natti Natasha)
- 2018 – Zum Zum (featuring Rkm & Ken-Y, Arcángel)
- 2018 – Cómo soy (con Pacho & Bad Bunny)
- 2018 – Inolvidable (Remix) con Farruko, Sean Paul, Akon
- 2018 – Asesina Remix (con Brytiago, Darell, Ozuna, Anuel AA)
- 2018 – Adictiva (con Anuel AA)
- 2019 – Con calma (featuring Snow)
- 2019 – Con Calma Remix, (featuring Snow, Katy Perry).
- 2019 – Si supieras (Con Wisin & Yandel)
- 2019 – Que Tire Pa' 'Lante
- 2020 – Definitivamente (con Sech)
- 2020 – Bésame (Con Play-N-Skillz, Zion & Lennox).
- 2020 – Don Don (Con Anuel AA, Kendo Kaponi)
- 2020 – De Vuelta Pa' La Vuelta, (Con Marc Anthony).
- 2021 – Corona
- 2021 – Problema
- 2021 – Problema (Luny Tunes Version)
- 2021 – El Pony
- 2021 – Métele All Perreo
- 2023 – Panties y Brasieres (feat. Rauw Alejandro)
- 2023 – La Hora y el Día (con Justin Quiles e Dalex)
- 2024 – Donante de sangre
- 2025 – Bomba
- 2025 – Sonríele

### Collaborazioni ufficiali
- 1997 – The Peofecy – (Con Nas)
- 2000 – The Piece Maker – (Con Tony Touch)
- 2002 – Maulla – (Con Yaga Y Mackie)
- 2004 – Saoco – (Con Wisin)
- 2004 – Oye Mi Amor - N.O.R.E feat. Nina Sky, Daddy Yankee, Big Mato, Gem Star
- 2006 – Drop It on Me - Ricky Martin feat. Daddy Yankee
- 2010 – Danza Kuduro (Official Extended Remix) - (Con. Don Omar, Lucenzo, Arcángel)
- 2010 – Si Te Vas/Que Tengo Que Hacer – (Con Omega)
- 2011 – Pa Romper - Farruko feat. Daddy Yankee, Yomo
- 2012 – Aprovecha - Nova & Jory feat. Daddy Yankee
- 2012 – Finally Found You - Enrique Iglesias feat. Daddy Yankee
- 2013 – More Than Friends - Inna feat. Daddy Yankee
- 2013 – Yo Soy De Aqui - Don Omar feat. Yandel, Daddy Yankee, Arcangel
- 2013 – Señorita - Reykon el Líder feat. Daddy Yankee
- 2013 – Watch Out For This - Major Lazer feat. Daddy Yankee
- 2014 – Hipnotizame - feat. Wisin Y Yandel
- 2014 – Moviendo Palancas - feat. Yandel
- 2015 – Nota de amor - Wisin feat. Daddy Yankee, Carlos Vives
- 2015 – Imaginandote - Reykon feat. Daddy Yankee
- 2015 – We Wanna - Alexandra Stan feat. Inna & Daddy Yankee
- 2016 – Andas En Mi Cabeza - Chino Y Nacho Feat Daddy Yankee
- 2016 – Gyal You A Party Animal - Charly Black ft. Daddy Yankee
- 2016 – Sola (Remix) - Anuel AA ft. Daddy Yankee, Farruko, Wisin, Zion y Lennox
- 2017 – Despacito - Luis Fonsi ft. Daddy Yankee
- 2017 – Despacito (Remix) – (Con. Luis Fonsi, Justin Bieber)
- 2017 – Tu Hombre - Nicky Jam ft. Daddy Yankee
- 2017 – Boom Boom - Redone, French Montana, Dianah jane. Feat Daddy Yankee
- 2017 – La fórmula – (Con. De La Ghetto, Ozuna, Chris Jeday)
- 2017 – Bella y sensual – (Con. Romeo Santos, Nicky Jam)
- 2018 – Azukita – (Con. Steve Aoki, Play N Skillz, Elvis Crespo)
- 2018 – Todo comienza en la disco – (Con. Wisin, Yandel)
- 2018 – Made for Now - Janet Jackson feat. Daddy Yankee
- 2018 – Asesina Remix - (Con Brytiago, Darell, Ozuna e Anuel AA)
- 2018 – El combo me llama 2 - (Con. Benny Benni, Bad Bunny, Almighty, Juanka)
- 2018 – Inolvidable (Remix) - (Con, Farruko, Sean Paul, Akon)
- 2019 – No Lo Trates - (Con, Pitbull, Natti Natasha)
- 2019 – Soltera Remix - (Con, Lunay, Bad Bunny)
- 2019 – Choca - (Con. Stephen Oaks, Rey Pirin, JayKay)
- 2019 – Runaway (Con. Sebastián Yatra, Jonas Brothers, Natti Natasha)
- 2019 – Instagram, (Con. Dimitri Vegas & Like Mike, David Guetta, Afro Bros & Natti Natasha).
- 2019 – China (Con. Anuel AA, Karol G, Ozuna, J Balvin).
- 2020 – Muevelo (Con Nicky Jam).
- 2020 – Pam, (Con Justin Quiles, El Alfa).
- 2020 – Confía, (Con. Sech).
- 2023 – Bailar contigo - (Black Eyed Peas con Daddy Yankee)

## Filmografia

### Attore

#### Cinema
- 2002: Big Pun: Still Not a Player
- 2004: Vampiros "Director: Eduardo Ortiz"
- 2007: Straight Outta Puerto Rico
- 2008: Talento de barrio
- 2010: Beautiful
- 2010: Pleasant Ave
- 2018: Conocerás la verdad (titolo Italiano: Conoscere la verità), un film autobiografico sulla storia di Héctor El Father (lui stesso).
- Ha preso parte nel 2010 come guest star alla soap opera della rete statunitense CBS The Bold and the Beautiful, trasmessa in Italia da Canale 5 (Mediaset) con il titolo Beautiful.[13][14].